# Csernefalva
Csernefalva falu Romániában, Máramaros megyében, Cernești központja.

## Fekvése
Máramaros megyében, Magyarlápostól északnyugatra, Rózsapatak és Kővárfonác között fekvő település.

## Története
Csernefalva nevét az oklevelek 1424-ben említették először Charnakapolnok néven. Ekkor a település Drág fiainak Györgynek és Sándornak jutott.
1427-ben neve Cserna tapoly, 1475 táján Cherna capal, 1553-ban Cernika Kapalnok, 1602-ben Czarnafalva, 1650-ben Csernafalva néven volt írva.
A település Kővár tartozéka volt, lakosai oláhok voltak.
1543-ban Drágffy Gáspáré, majd 1546-és 1552 között özvegyéé volt.
1553-1554-ben Drágffy György volt birtokosa.
1556-ban Izabella királyné Drágffy György magtalan halála után e birtokát Báthory Györgynek és nejének Báthory Annának, s fiának Istvánnak adományozta.
1565-ben Báthory György Miksa császár elleni lázadása miatt fejváltságul Kővár várát, s tartozékait a császárnak engedte át.
1567-ben János Király visszafoglalta a kővári várat, s tartozékaival együtt - így Csernefalvát is - beregszói Hagymási Kristóf bihari főispánnak, s Nagyvárad főkapitányának adományozta.
1583-ban Báthory Zsigmond a falut a kapniki ezüstbányászat céljából 2 évre, majd 1585-ben 12 évre Herberstein Felicziánnak adta haszonbérbe.
1591-ben Báthory Zsigmond fejedelem  Herberstein Felicián halála után annak örököseivel a haszonbért megújította újabb 6 évre.
1602-ben a fejedelem e birtokot Cselényi Farkasnak adományozta.
1609-ben a Kővárhoz tartozó birtokot vajdafalvi Onkerreiter Mihálynak adományozta.
1630-ban Brandenburgi Katalin Csernefalvát Erdélyi Istvánnak, s nejének -mindszenti Krisztinának adta zálogba 3000 forintért.
1650-ben mint fiskális birtok Kővárhoz tartozott.
1651-nen II. Rákóczi György a Kővárhoz tartozó falut Bánffy Zsigmondnak adományozta.
1651-től egészen az 1700-as évek végéig a Bánffyak voltak birtokosai.
1794-ben a "fiskus" a Bánffy örökösöktől magához váltotta és Teleki Károlynak engedte át.
1820-ban a település gróf Kornis Ignác özvegyéé volt
1898-ban gróf Teleki Géza örököseinek birtoka volt.
A község határában van in Valea Uliuluj (fekete víz forrás). A hagyomány szerint erről vette nevét Csernefalva.
1831 évi összeíráskor a falunak 722 lakosa volt.
1891-ben 922 lakosából 18 római katolikus, 856 görögkatolikus, 2 református és 46 izraelita. Házainak száma: 219, határa 7875 kataszteri hold volt.

## Nevezetességek
- Görögkatolikus kőtemploma 1867-ben épült, s 1872-ben Mihály és Gábor őrangyalok tiszteletére szentelték fel. Anyakönyvet 1858-tól vezetnek.